# The Newsroom
The Newsroom er en amerikansk tv-serie, der omhandler dagligdagen for medarbejderne på den fiktive nyhedskanal, Atlantis Cable News (ACN). Den er skabt af Aaron Sorkin, som skrev manuskriptet. Blandt de medvirkende kan nævnes Jeff Daniels, Emily Mortimer, John Gallagher Jr., Alison Pill, Thomas Sadoski, Dev Patel, Olivia Munn og Sam Waterston.
Efter at nyhedsvært Will McAvoy (Jeff Daniels) holder en brandtale på et universitet, hvor han kritiserer USA, vender landets presse sine hoveder mod ham, og han bliver sendt på ferie, for at få klaret tankerne. Da han vender tilbage nogle uger efter, er hans producer og de fleste af hans journalister rykket til den sene nyhedsudsendelse, og i den anledning bliver hans tidligere kæreste, MacKenzie McHale (Emely Mortimer), ansat. Den beslutning er McAvoy meget utilfreds med, men går med til den hvis han må fyre hende efter hver uge. 
Serien tager så udgangspunkt i hvordan, nyhedsteamet producerer udsendelsen, og undervejs bliver seriens karakterer udsat for historier, som har udspillet sig rigtigt i virkeligheden. Blandt andet hører man om olieudslippet i den mexicanske golf, om den amerikanske kongresmedlem, Gabrielle Giffords, skudepisode og om drabet på Osama Bin Laden.